# Christian Henn
Christian Henn   (Heidelberg, 11 de març de 1964) fou un ciclista alemany que fou professional entre 1989 i 1999.
En la seva època com amateur va guanyar una medalla de bronze als Jocs Olímpics de Seül a la prova en ruta. Com a professional, de les seves victòries destaquen una etapa a la Volta a Espanya i el Campionat nacional en ruta.
Un cop retirat va dirigir diferents equips, entre els quals destaca el Gerolsteiner.

## Palmarès
- 1986
  - 1r a la Volta a Hessen
- 1988
  -  Medalla de bronze als Jocs Olímpics de Seül en Ruta
  - 1r a la Volta a Renània-Palatinat
- 1994
  - 1r al Herald Sun Tour i vencedor d'una etapa
- 1995
  - Vencedor d'una etapa de la Volta a Espanya
- 1996
  -  Campió d'Alemanya en ruta
  - Vencedor d'una etapa a la Volta a Suècia
- 1997
  - 1r a la Fletxa ardenesa
  - 1r a la Volta a Baviera i vencedor d'una etapa
  - 1r a la Volta a Hessen
  - Vencedor d'una etapa a la Cursa de la Pau
  - Vencedor d'una etapa a la Volta a Dinamarca
- 1998
  - 1r al Gran Premi Breitling (amb Udo Bölts)
  - Vencedor d'una etapa al Coca-Cola Trophy

### Resultats al Tour de França
- 1993. 87è de la classificació general
- 1994. 106è de la classificació general
- 1996. 76è de la classificació general
- 1997. 84è de la classificació general
- 1998. 80è de la classificació general

### Resultats a la Volta a Espanya
- 1991. 96è de la classificació general
- 1995. 45è de la classificació general. Vencedor d'una etapa

### Resultats al Giro d'Itàlia
- 1989. 107è de la classificació general
- 1992. 81è de la classificació general
- 1993. 97è de la classificació general
- 1994. Abandona
- 1995. 116è de la classificació general